# Tweede Kamerverkiezingen 2010

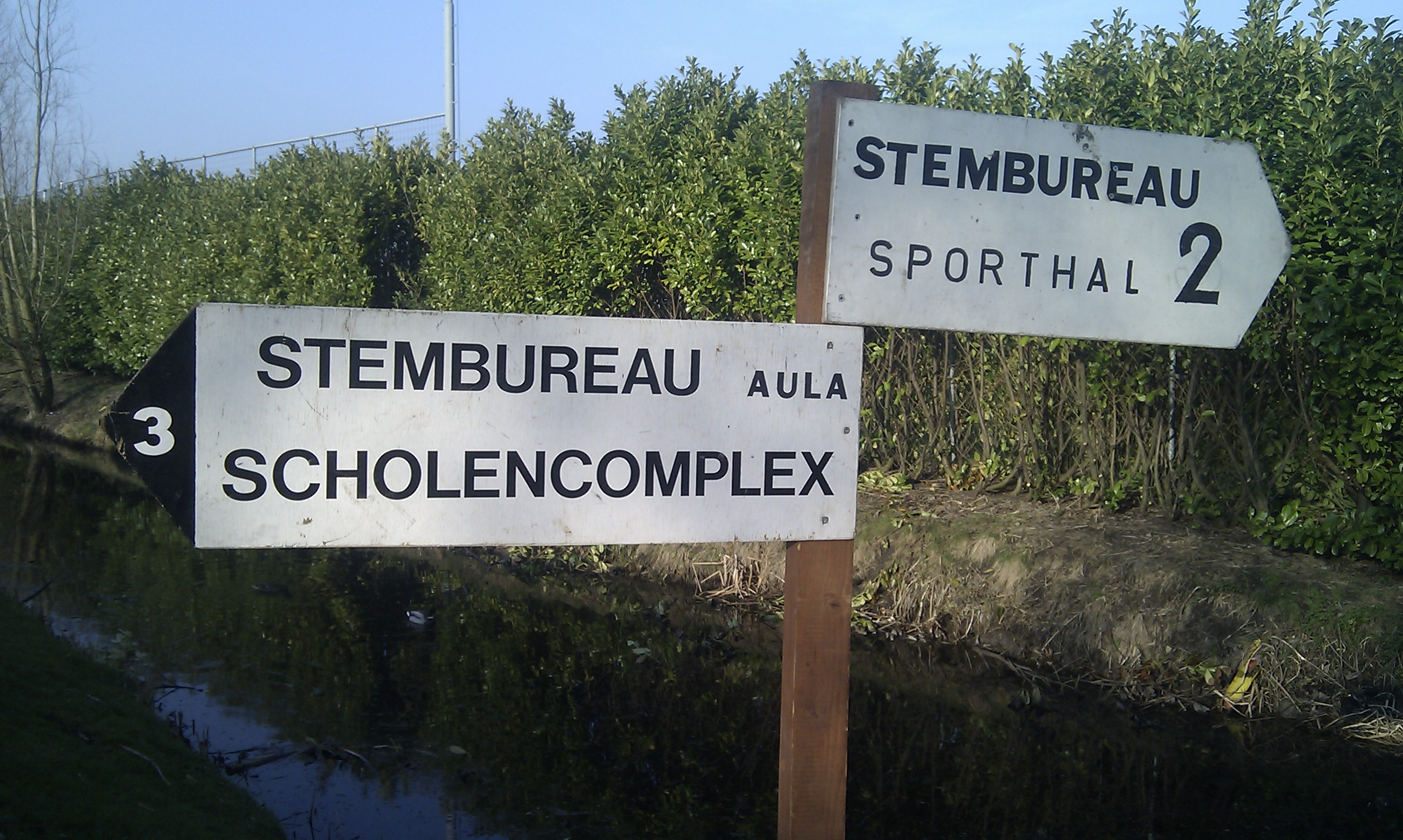
Wegwijzers bij het stembureau in de wijk Hofland in Montfoort

De Tweede Kamerverkiezingen 2010 waren verkiezingen voor de Nederlandse Tweede Kamer der Staten-Generaal die plaatsvonden op 9 juni 2010.
Deze Tweede Kamerverkiezingen waren oorspronkelijk gepland voor 11 mei 2011, maar waren vanwege de val van het kabinet-Balkenende IV noodzakelijk vervroegd.
De VVD won fors (9 zetels ten opzichte van de Tweede Kamerverkiezingen van 2006) en werd voor het eerst in haar bestaan de grootste partij met 31 zetels, dicht gevolgd door de PvdA met 30 zetels (een verlies van 3). De PVV kreeg met de grootste stijging te maken, ze steeg van 9 naar 24 zetels, terwijl het CDA, voorheen de grootste partij, zijn zetelaantal nagenoeg zag halveren van 41 naar 21 zetels. Ook de SP verloor flink, ze raakte 10 zetels kwijt en kwam uit op 15. De ChristenUnie moest een verlies van 1 van haar 6 zetels incasseren terwijl GroenLinks daarentegen 3 zetels winst boekte en D66 er 7 won; beide kregen 10 zetels. De Partij voor de Dieren en de SGP handhaafden hun twee zetels, Trots op Nederland verloor zijn enige zetel en verdween zodoende uit de Kamer.
Op basis van deze verkiezingen werd, na een kabinetsformatie van 127 dagen, het kabinet-Rutte I beëdigd op 14 oktober 2010. Dit kabinet bestaande uit VVD en CDA heeft een minderheid in de Tweede Kamer, en werd gedoogd door de PVV. Op 23 april 2012 dienden de ministers hun ontslag in bij de Koningin, nadat de PVV haar gedoogsteun introk op zaterdag 21 april 2012. Op 5 november 2012 kwam een einde aan het kabinet, toen het kabinet-Rutte II werd beëdigd.

## Aanloop naar de verkiezingen
De kandidaatstelling voor de verkiezingen vindt plaats binnen 40 dagen na het koninklijk besluit tot ontbinding van de Tweede Kamer, op een bij dat besluit te bepalen dag. De verkiezingen vinden plaats op de 43e dag na de kandidaatstelling. Tijdens de persconferentie, op 23 februari, gaf premier Balkenende aan dat de verkiezingen naar een later moment waren verplaatst, zodat nieuwe partijen meer tijd hadden om zich in te schrijven voor de verkiezingen.
Op 23 februari 2010 werd bekend dat koningin Beatrix wil dat het parlement zo snel mogelijk wordt ontbonden, door op 9 juni verkiezingen te houden. Op 17 juni 2010 zal de Tweede Kamer worden ontbonden. Op die dag komt de nieuw gekozen Tweede Kamer voor het eerst bijeen in de nieuwe samenstelling.
Na het vertrek van de PvdA uit het kabinet werd een rompkabinet gevormd, bestaande uit het CDA en de ChristenUnie. De portefeuilles van de PvdA-bewindspersonen werden verdeeld over de andere bewindslieden. Zo werd staatssecretaris De Jager de nieuwe minister van Financiën, werd staatssecretaris Huizinga minister van VROM, kreeg minister Hirsch Ballin van Justitie de portefeuille Binnenlandse Zaken erbij, kreeg minister Verhagen van Buitenlandse Zaken de post Ontwikkelingssamenwerking erbij, kreeg vicepremier en minister van Jeugd en Gezin Rouvoet Onderwijs, en kreeg minister van Defensie Van Middelkoop de portefeuille Wonen, Wijken en Integratie. Later werden belangrijke thema's zoals de AOW-leeftijd en de kilometerheffing controversieel verklaard door een meerderheid van de Tweede Kamer.
Begin maart maakten verschillende politici hun vertrek uit de politiek bekend (zie hieronder). Op 12 maart maakte PvdA-leider en voormalig vicepremier Wouter Bos bekend af te zullen treden, om meer tijd voor zijn gezin te hebben. Zijn beoogde opvolger werd de burgemeester van Amsterdam, Job Cohen. Die accepteerde dezelfde dag het leiderschap van de partij, en maakte bekend per direct af te treden als burgemeester van de stad. Op de vraag welke coalitie hij het liefst ziet, zei hij "hoe progressiever, hoe liever"; hij vond het nog wel te vroeg om er verder inhoudelijk op in te gaan. Ook was er kritiek op Cohen; zo zou hij besluiteloos zijn en niet met iedereen overweg kunnen. In hetzelfde weekend riep de nieuwe SP-leider Emile Roemer ook op tot een zo progressief mogelijk kabinet. Hij zei dat hij zo snel mogelijk om de tafel wil met Cohen en met Femke Halsema van GroenLinks.
Op 18 maart sloot de inschrijving voor politieke partijen voor de verkiezingen. De Kiesraad maakte bekend dat 61 partijen zich hadden geregistreerd voor de verkiezingen, waaronder de jongerenpartij Lijst 0 van BNN en de Piratenpartij. Toen uit een gesprek met het Commissariaat voor de Media was gebleken dat deelname van Lijst 0 juridisch niet haalbaar was, werd een nieuwe partij opgericht, LEF geheten, met als lijsttrekker Lot Feijen, die in het BNN-programma verkozen was als jong politiek talent. De naam LEF moest vanwege opnieuw juridische problemen teruggetrokken worden. De lijst kwam zodoende onder een blanco naam op de kieslijst terecht.

### VVD als grootste in de peilingen

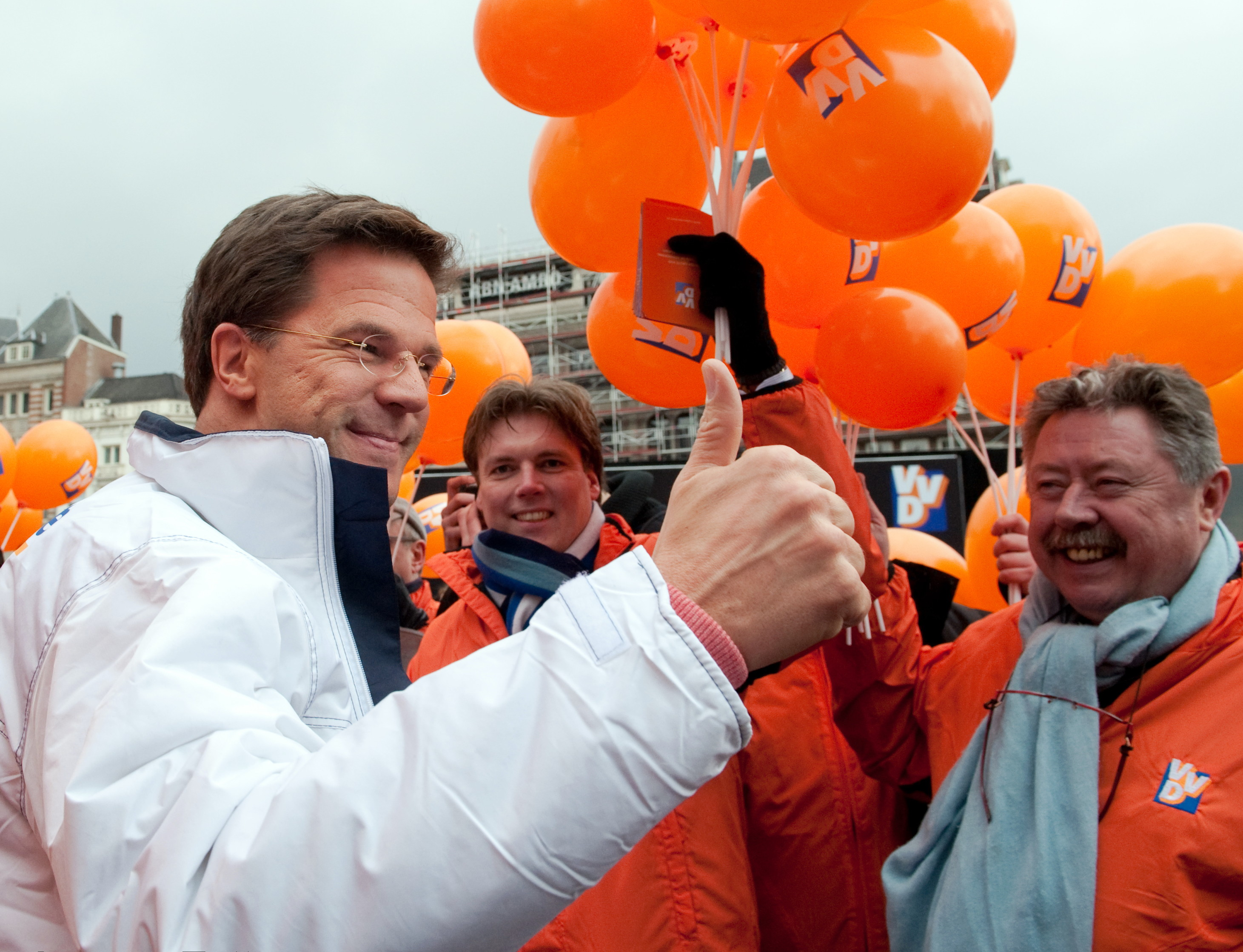
Mark Rutte van de VVD op 20 februari 2010

Eind mei bleek dat de VVD de grootste partij in de peilingen werd. Hierop ontstond de discussie over het mogelijke premierschap van VVD-leider Rutte. Een andere kandidaat voor het premierschap namens de VVD is namelijk Eurocommissaris Neelie Kroes. Volgens een onderzoek van tv-programma EenVandaag zou 37 procent haar als de ideale minister-president van Nederland zien. Kroes zelf sluit het premierschap niet uit: "Laten we eerst maar eens de uitslag van de verkiezingen afwachten. We moeten de huid niet verkopen voor de beer geschoten is".
Rutte zei in het tv-programma Buitenhof dat hij na de verkiezingen in de Tweede Kamer blijft als de VVD leiding gaat geven aan een "ingewikkeld kabinet", zoals een minderheidskabinet of een kabinet met veel partijen. Zo'n kabinet heeft volgens Rutte een instabiele basis en dan is het beter als de politiek leider aanvoerder blijft van de Kamerfractie. Mocht de VVD in zo'n kabinet de premier leveren, dan denkt Rutte aan iemand als Kroes. "Ze heeft een fantastische staat van dienst. We hebben veel contact, ook hierover". Rutte benadrukte dat de partij meer goede kandidaten heeft.

### Effecten verkiezingsprogramma volgens CPB
Op 20 mei publiceerde het Centraal Planbureau zijn analyses van de verkiezingsprogramma's van de politieke partijen. De Partij voor de Dieren en Trots op Nederland lieten hun plannen niet doorrekenen door het CPB. Het CPB zette grote vraagtekens bij de plannen van veel politieke partijen om miljarden te bezuinigen op het ambtenarenapparaat. "Wij betwijfelen of dat haalbaar is", aldus CPB-directeur Coen Teulings. Het CPB was tevreden over het besef van urgentie bij partijen over de ernst van de economische situatie. Eerder maakte het CPB al bekend dat wegens de kosten van de financiële crisis en de vergrijzing 29 miljard euro per jaar bespaard moet worden om de overheidsfinanciën op orde te krijgen. Alle partijen, behalve de SP en PVV, halen deze bezuinigingsdoelstelling volgens het CPB. Hierbij moet worden gemeld dat het CPB bepaalde informatie, met betrekking tot de PVV, niet meerekende zoals het uittreden uit de EU en Euro / Europese Economische Zone.
| Thema                         | CDA           | PvdA           | SP             | VVD           | PVV           | GL            | CU             | D66           | SGP         |  |
| Koopkracht                    | - 3,5 miljard | + 0,25 miljard | + 1,25 miljard | - 1,5 miljard | - 2 miljard   | 0 miljard     | - 2,75 miljard | - 3 miljard   | - 8 miljard |  |
| Werkgelegenheid               | 4,00 %        | 2,50 %         | - 1,00 %       | 5,75 %        | 0,25 %        | 4,50 %        | 1,25 %         | 3,75 %        | 2,50 %      |  |
| Aflossen staatsschuld         | 18 miljard    | 11 miljard     | 10 miljard     | 20 miljard    | 15,75 miljard | 10,25 miljard | 16 miljard     | 14,75 miljard | 18 miljard  |  |
| Overheidsfinanciën verbeteren | 33 miljard    | 31 miljard     | 16 miljard     | 39 miljard    | 17 miljard    | 35 miljard    | 35 miljard     | 37 miljard    | 32 miljard  |  |
| Vermindering files            | 10-15 %       | 10-15 %        | 0 %            | 0 %           | 0 %           | 20 %          | 10-15 %        | 10-15 %       | 15 %        |  |
| Prijzen woningmarkt           | - 1 %         | - 7 %          | - 6 %          | - 2 %         | 0 %           | - 6 %         | - 5 %          | - 10 %        | - 6 %       |  |

## Deelnemende partijen
De kandidaatstelling voor de Tweede Kamerverkiezingen vond plaats op 27 april 2010. Op 29 april 2010 heeft de Kiesraad de lijst van deelnemende partijen en hun nummering bekendgemaakt. Op 6 mei 2010 heeft de Kiesraad lijst 11 ongeldig verklaard. Tevens zijn lijst 15 (Heel NL) in zeven en lijst 19 (EPN) in twee kieskringen ongeldig verklaard vanwege een tekort aan ondersteuningsverklaringen.
Op 15 maart 2010 moesten politieke partijen geregistreerd staan bij de Kiesraad om onder de geregistreerde naam te kunnen deelnemen aan de verkiezingen. Zowel LEF (Lijst 17) als de Evangelische Partij Nederland (Lijst 19) voldeden hier niet aan. Dit betekende dat zij wel konden deelnemen aan de verkiezingen, maar als blanco lijst, dus zonder de naamsaanduiding.
| Lijst | Partij                                 | Lijsttrekker         | Kieskringen /19 |
| ----- | -------------------------------------- | -------------------- | --------------- |
| 1     | Christen Democratisch Appèl (CDA)      | Jan Peter Balkenende | 19              |
| 2     | Partij van de Arbeid (P.v.d.A.)        | Job Cohen            | 19              |
| 3     | SP (Socialistische Partij)             | Emile Roemer         | 19              |
| 4     | VVD                                    | Mark Rutte           | 19              |
| 5     | PVV (Partij voor de Vrijheid)          | Geert Wilders        | 19              |
| 6     | GROENLINKS                             | Femke Halsema        | 19              |
| 7     | ChristenUnie                           | André Rouvoet        | 19              |
| 8     | Democraten 66 (D66)                    | Alexander Pechtold   | 19              |
| 9     | Partij voor de Dieren                  | Marianne Thieme      | 19              |
| 10    | Staatkundig Gereformeerde Partij (SGP) | Kees van der Staaij  | 19              |
| 12    | Nieuw Nederland                        | Jan-Frank Koers      | 19              |
| 13    | TROTS OP NEDERLAND LIJST RITA VERDONK  | Rita Verdonk         | 19              |
| 14    | Partij voor Mens en Spirit (MenS)      | Lea Manders          | 19              |
| 15    | Heel NL                                | Daisha de Wijs       | 12              |
| 16    | Partij één                             | Yesim Çandan         | 19              |
| 17    | blanco lijst (Lijst 17)                | Lot Feijen           | 19              |
| 18    | Piratenpartij                          | Samir Allioui        | 19              |
| 19    | blanco lijst (EPN)                     | Yvette Laclé         | 7               |

## Thema's
Hieronder een korte opsomming van de belangrijkste thema's.

### Economische crisis en herstelperiode

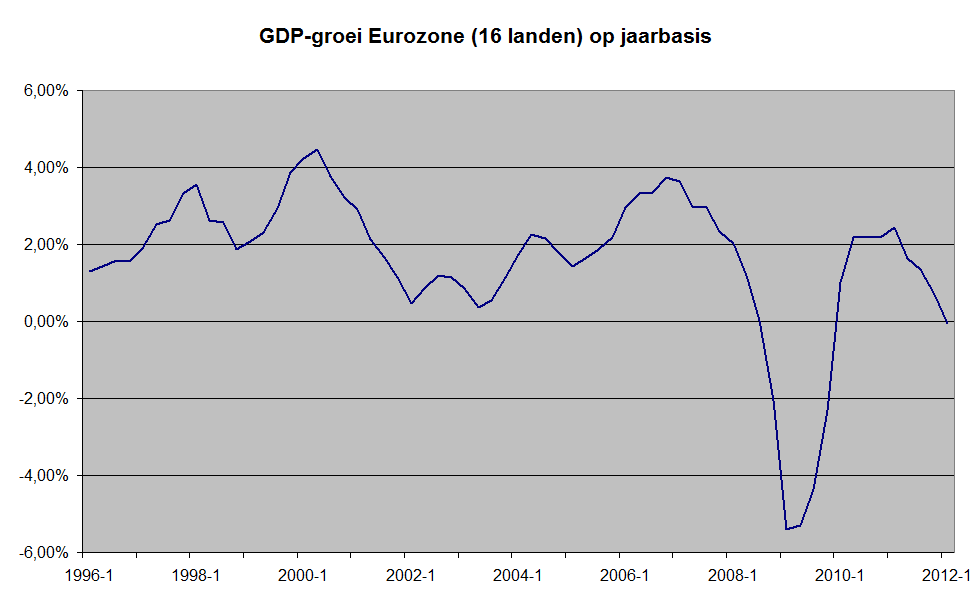
Ontwikkeling van het bruto binnenlands product in de eurozone

In maart 2010 maakte het Centraal Planbureau bekend dat het kabinet in 2015 29 miljard euro per jaar tekort zou komen. "Bij ongewijzigd beleid zal het begrotingstekort de komende decennia sterk oplopen en zal de staatsschuld exploderen", aldus het CPB. Het aantal werklozen zou van 379.000 in 2009 stijgen naar 500.000 in 2010 en 2011. De Nederlandse economie zou in 2009 en 2010 met respectievelijk 1,5 en 2 procent groeien. Tegelijkertijd zou de steeds hogere levensverwachting van de Nederlandse bevolking de overheid op hoge kosten brengen. Door de vergrijzing zouden de kosten voor de zorg stijgen met 4 procent per jaar. Het CPB berekende dat een kwart hiervan kon worden opgebracht door een verhoging van het eigen risico met 600 euro per persoon per jaar. "Uiteraard is het aan de politiek om te beslissen of die deze flink hogere bijdragen daadwerkelijk zal invoeren", schreef het CPB. De koopkracht zou met een kwart procent per jaar stijgen, flink minder dan de gemiddelde stijging in de periode 2006-2010: 1,25 procent per jaar. Het CPB stelde dat als er door een volgend kabinet bezuinigd zou worden, de koopkrachtstijging nog lager zou uitvallen.
Minister De Jager van Financiën stelde dat de overheid "veel minder moet uitgeven dan nu. Vandaag laat het CPB zien hoe serieus de problemen met de overheidsfinanciën zijn. De balans tussen inkomsten en uitgaven is door de crisis langdurig verstoord. Als we zo doorgaan geven we veel meer uit dan we binnenkrijgen". Volgens hem zou de overheid kleiner moeten worden. Bezuinigingen noemde hij daarbij als optie. Minister Van der Hoeven van Economische Zaken dacht dat er moeilijke keuzes gemaakt moesten worden. "Een keuze bijvoorbeeld tussen het terugdringen van de omvang van de overheid of het doorschuiven van de kosten naar burgers en bedrijven. Het zal een mix van beide worden. De kracht van onze economie moet daarbij voorop staan. Daarom moeten we heel voorzichtig zijn met lastenverhoging".
De PvdA wilde de strijd aangaan met partijen die door te hard te bezuinigen de werkloosheid laten oplopen. De SP wilde de bezuinigingen beperken tot 10 miljard. De VVD wilde juist inzetten op meer. De aard en de hoeveelheid van de bezuinigingen waren een erg verhit punt in discussies tussen de politieke partijen.

### Hypotheekrenteaftrek
Net als bij de verkiezingen van 2006 is het aftrekken van hypotheekrente een belangrijk onderwerp gedurende de campagne. Het CDA heeft tijdens de campagne verschillende keren duidelijk gemaakt dat dit onderwerp een breekpunt zal worden bij de komende kabinetsformatie. Naast het CDA zijn ook de VVD, de PVV en Trots op Nederland tegen aanpassing van de hypotheekrenteaftrek, evenals de Vereniging Eigen Huis en de makelaars. Zij vrezen een instorting van de woningmarkt, waardoor huizen plotseling veel minder waard zijn. De maandelijkse lasten zullen omhoog gaan, waardoor mensen hun hypotheek niet meer kunnen betalen en met een schuld komen te zitten die hoger is dan de waarde van hun eigendom. Dit is slecht voor de toch al zwakke economie. President Nout Wellink van De Nederlandsche Bank, al meer dan tien jaar voorstander van aanpassing, vindt daarom dat de politiek nu niet moet morrelen aan de regeling. Voorstanders van een aanpassing zijn de PvdA, de SP, GroenLinks, D66, de ChristenUnie, de SGP en de Partij voor de Dieren.

### Studiefinanciering
Verschillende partijen hebben voorgesteld om het huidige stelsel om te ruilen in een sociaal leenstelsel. De partijen die het huidige systeem willen veranderen zijn de PvdA, D66 en de VVD; zij zijn voor een geleidelijke invoer van een sociaal leenstelsel. De SGP wil het collegegeld geleidelijk verhogen of differentiëren naar draagkracht. GroenLinks wil een hogere beurs, met een hogere belasting voor afgestudeerden. Tot de tegenstanders van een mogelijke verandering behoren het CDA, de PVV, de SP, de ChristenUnie en de Partij voor de Dieren; zij willen de situatie behouden zoals die is. TON heeft over dit onderwerp niets in het verkiezingsprogramma staan. Gedurende de campagne werden verschillende initiatieven gestart voor het behoud van de studiefinanciering. Op 21 mei gingen zo'n 2000 studenten in Amsterdam demonstreren voor goed, betaalbaar en toegankelijk onderwijs. Volgens de actievoerders zou de kwaliteit van het onderwijs door bezuinigingen verder onder druk komen te staan, en zullen toekomstige studenten door de plannen voor een sociaal leenstelsel terughoudender worden tegenover een studie vanwege de hoge kosten. Eerder waren er al kleinere acties tegen de plannen voor een sociaal leenstelsel in onder meer Amsterdam, Utrecht en Nijmegen.

### Vergelijking thema's[21]
| Thema                                                  | CDA                                                | PvdA                            | SP                                            | VVD                                        | PVV                              | GL                                                     | CU                                                                                        | D66                                       | PvdD                                                                                    | SGP                                                      | TON                                           |
| Overheidsfinanciën per saldo (4 jaar lang, ieder jaar) | 18 miljard                                         | 10 miljard                      | 10 miljard                                    | 20 miljard                                 | 16 miljard                       | 12 miljard                                             | 16 miljard                                                                                | 15 miljard                                | 7 miljard (per jaar)                                                                    | 29 miljard (in acht jaar)                                | 16,5 miljard per jaar, acht jaar lang         |
| AOW                                                    | 2015 > 65,5 2020 > 66 2025 > 67 jr.                | 2020 > 66 2025 > 67 jr.         | blijft 65 jaar                                | meteen verhoging met 2 maanden per jaar    | blijft 65 jaar                   | flexibele AOW afhankelijk van arbeidsverleden          | vanaf 2015 omhoog met een maand per jaar vanaf 2020 met twee maanden per jaar tot 67 jaar | versneld verhogen naar 67 jaar            | in stappen naar 67 jaar in 2044                                                         | geleidelijk verhogen met een maand per jaar naar 67 jaar | niet aankomen                                 |
| WW                                                     | duur max. een jaar                                 | onveranderd                     | onveranderd                                   | duur max. een jaar                         | onveranderd                      | hogere ww duur max. een jaar                           | ww veranderen werkgever betaalt eerste zes maanden                                        | hogere ww duur max. een jaar              | duur max. 1 jaar                                                                        | duur max. 1 jaar                                         | mensen die niet willen werken, geen uitkering |
| Zorg                                                   | beperking AWBZ                                     | premies afhankelijk van inkomen | premies afhankelijk van inkomen               | eigen risico 300 euro                      | geen verhoging eigen risico zorg | financiering meer afhankelijk van inkomen              | premies afhankelijk van inkomen                                                           | eigen risico 400 euro                     | niet wijzigen                                                                           | eigen risico afhankelijk van inkomen                     | afslanking AWBZ                               |
| Hypotheekrenteaftrek                                   | geen wijzigingen, wel verhoging eigenwoningforfait | vanaf 2014 in 30 jaar tot 30 %  | komende tien jaar gemaximaliseerd tot 350.000 | geen wijzigingen                           | geen wijzigingen                 | geleidelijk afschaffen                                 | beperking in tien jaar tot max. 42%                                                       | vanaf 2020 hervorming in 12 jaar tot 30 % | korte termijn max. aftrek 750.000 euro, geleidelijk terugbrengen naar max. 500.000 euro | tijdens crisis handhaven, later mogelijk aanpassen       | geen wijzigingen                              |
| Studiebeurs                                            | basisbeurs behouden                                | sociaal leenstelsel             | basisbeurs behouden                           | geleidelijke invoering sociaal leenstelsel | niet veranderen                  | ruime studiebeurs terugbetalen afhankelijk van inkomen | collegegeld geleidelijk verhogen                                                          | op termijn sociaal leenstelsel            | basisbeurs behouden                                                                     | niet veranderen                                          | -                                             |
| Euro                                                   | voor                                               | voor                            | voor                                          | voor                                       | tegen                            | voor                                                   | voor                                                                                      | voor                                      | voor                                                                                    | voor                                                     | tegen                                         |
| JSF                                                    | voor                                               | tegen                           | tegen                                         | voor                                       | tegen                            | tegen                                                  | voor                                                                                      | tegen                                     | tegen                                                                                   | voor                                                     | -                                             |
| verlenging Uruzgan-missie                              | voor                                               | tegen                           | tegen                                         | voor                                       | tegen                            | tegen                                                  | tegen                                                                                     | tegen                                     | tegen                                                                                   | voor                                                     | -                                             |
| -                                                      | CDA                                                | PvdA                            | SP                                            | VVD                                        | PVV                              | GL                                                     | CU                                                                                        | D66                                       | PvdD                                                                                    | SGP                                                      | TON                                           |

## Campagnes en debatten

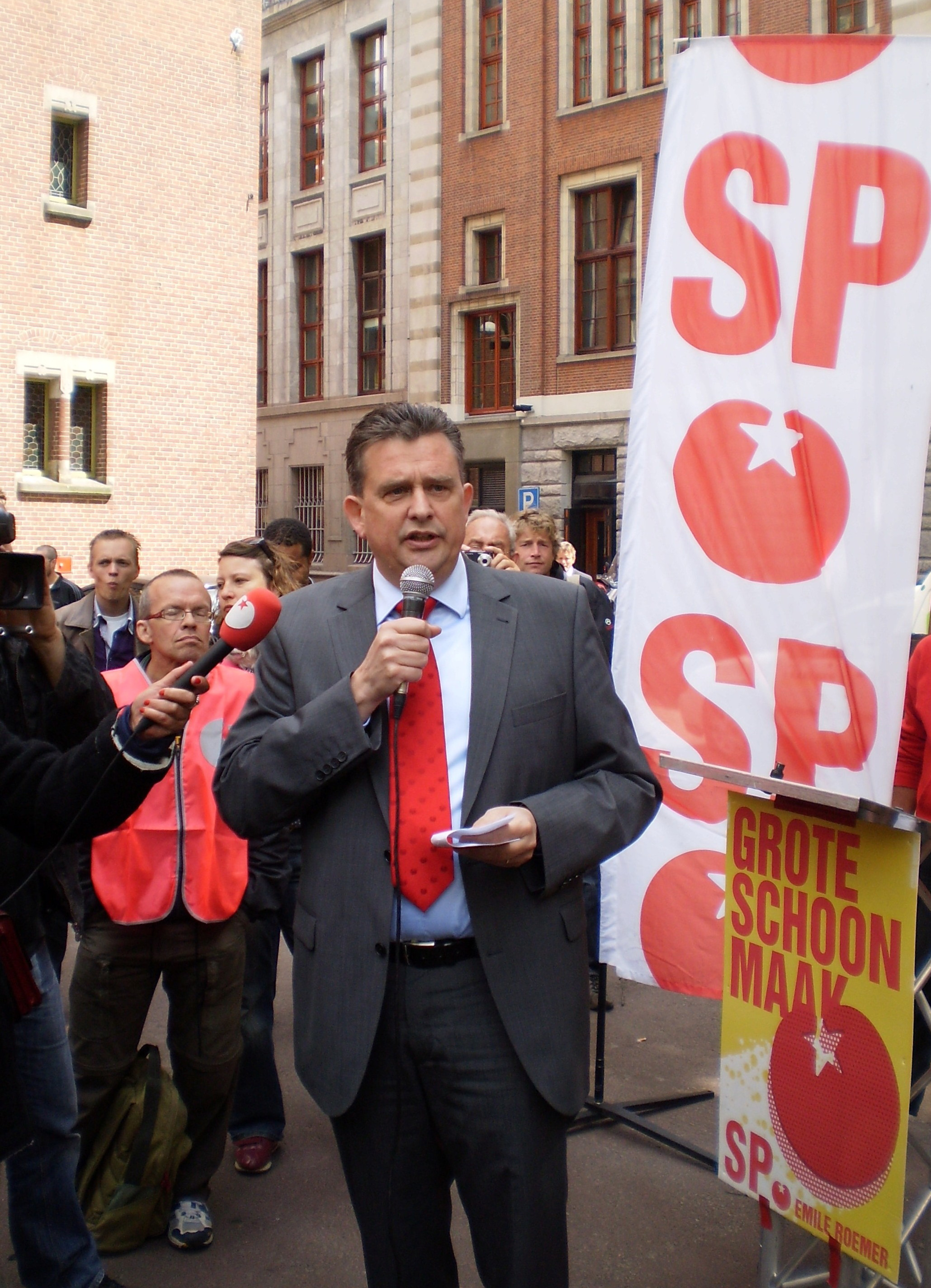
SP-lijsttrekker Emile Roemer op campagne in Amsterdam

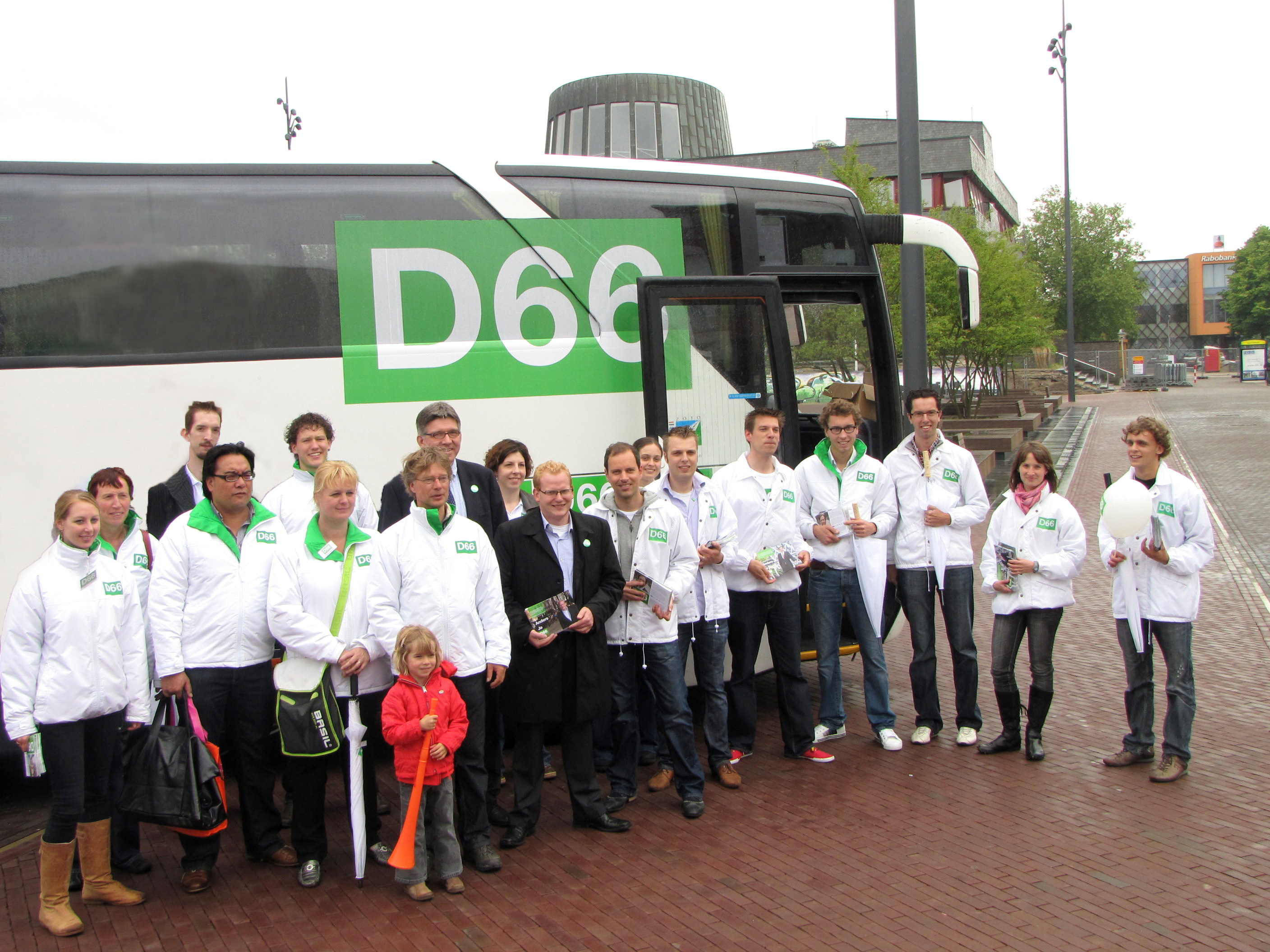
D66-campagnebus in Doetinchem

Op 12 mei 2010, toen de campagnes van de diverse partijen ongeveer op gang kwamen, stortte Afriqiyah Airways-vlucht 771 met, volgens de gegevens van die dag, ruim 60 Nederlanders aan boord neer in Libië. De partijen in de Tweede Kamer besloten daarop diezelfde dag na gezamenlijk overleg hun campagnes op te schorten. De Piratenpartij deed niet mee aan de campagnestop, de Partij voor de Dieren hervatte zijn campagne eerder dan de andere Kamerpartijen.
Toen de campagnes waren hervat werden er verschillende grotere televisie- en radiodebatten gehouden.
- 21 mei (Radio 1): debat tussen Jan Peter Balkenende (CDA), Job Cohen (PvdA), Mark Rutte (VVD), Emile Roemer (SP), Femke Halsema (GroenLinks) en Alexander Pechtold (D66). Geert Wilders (PVV) kon niet komen, omdat zijn agenda vol zat. Aanvankelijk zou dit debat worden gehouden op zondag 15 mei. CDA-lijsttrekker Balkenende maakte duidelijk dat de hypotheekrenteaftrek voor het CDA een breekpunt zou zijn bij de komende kabinetsformatie. Cohen werd bekritiseerd voor het wijzigen van het PvdA-verkiezingsprogramma.[26]
- 23 mei (RTL 4): televisiedebat tussen premier Jan Peter Balkenende (CDA), Job Cohen (PvdA), Mark Rutte (VVD) en Geert Wilders (PVV). Cohen en Wilders vielen elkaar aan over het onderwerp integratie. Wilders werd onder andere een "gevaar voor de rechtsstaat" genoemd door Cohen. Balkenende verweet dat het verkiezingsprogramma van de VVD "niet sociaal" zou zijn; daarnaast zou Rutte volgens hem "kil en onverantwoord saneren".[27]
- 26 mei (RTL 4): televisiedebat in Carré tussen de acht grootste partijen in, met als thema de economie. Bij dit debat viel Emile Roemer (SP) op door zijn humorvolle stijl van debatteren. Hij viel op met de opmerking: "u kunt me van alles verwijten maar niet dat ik te vroeg heb gepiekt". Hij stelde dat Rutte en Balkenende bezig waren met een "wedstrijdje ver plassen" toen de VVD-lijsttrekker Balkenende verweet een verkoper te zijn "die langs de deur gaat met politieke woekerpolissen".[28] Er ontstond achteraf ook enige ophef naar aanleiding van een opmerking van de CDA-lijsttrekker richting debatleidster Mariëlle Tweebeeke. Hij zei: "u kijkt zo lief" toen zij een vraag voor de derde keer stelde. Halsema liet weten Balkenende "een knietje" te hebben gegeven als hij dat bij haar had gedaan.[29]
- 28 mei (RTV Noord, Omrop Fryslân, RTV Drenthe): televisiedebat tussen de lijsttrekkers van de zeven grootste partijen behalve de PVV (Wilders had afgezegd) over landelijke en noordelijke thema's.
- 7 juni (EénVandaag): televisiedebat tussen de zes grootste partijen in de Erasmus Universiteit in Rotterdam.
- 8 juni (NOS): twee debatten, eerst een tussen de kleinere partijen, later een debat tussen de grote partijen.

## Peilingen
Diverse onderzoeksbureaus organiseren regelmatig opiniepeilingen waarin de politieke voorkeur van de respondenten wordt onderzocht.

## Uitslag

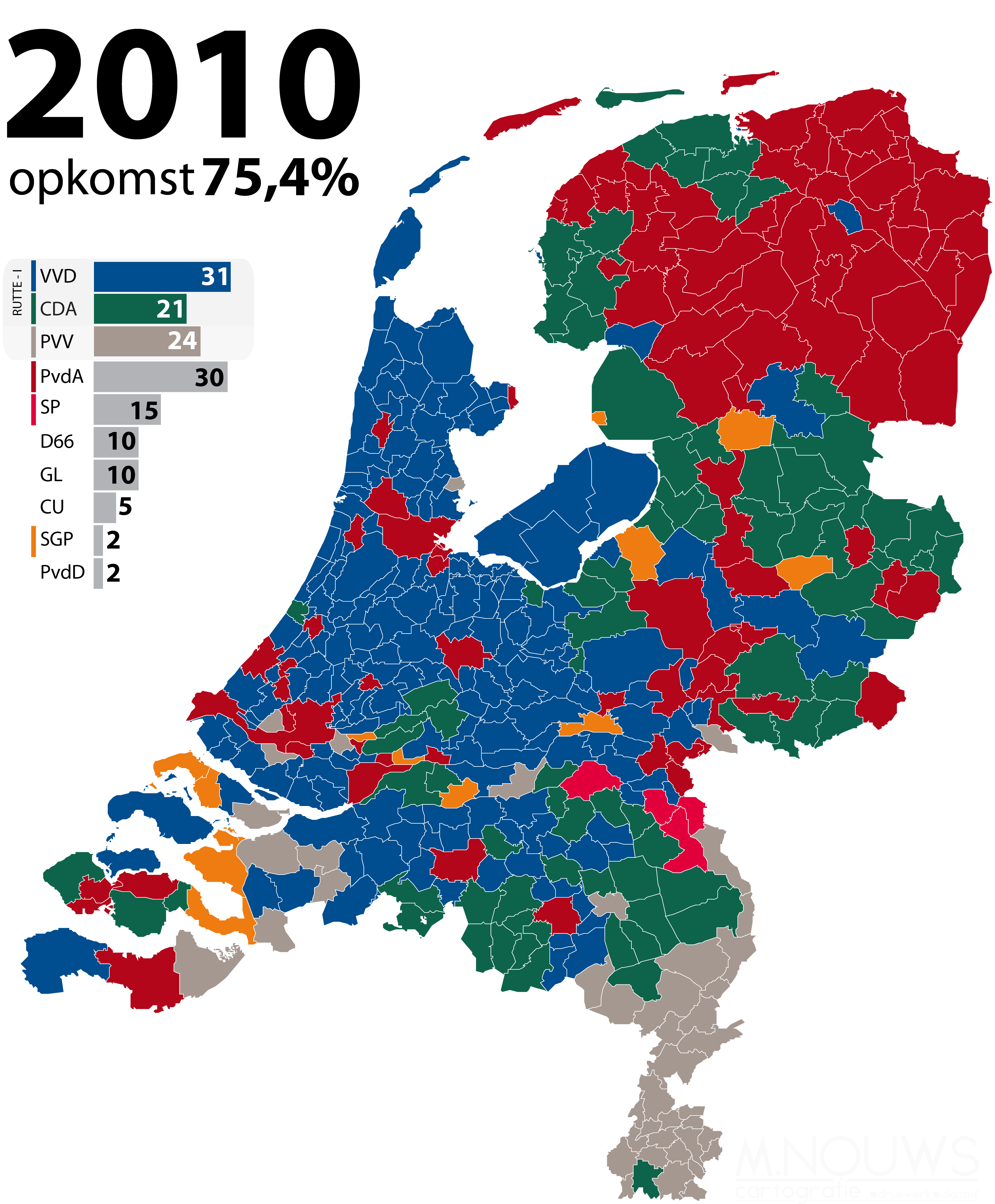
Grootste partij per gemeente

### Opkomst en kiesdeler
Buitensporig hoge opkomstpercentages kwamen voor op de Nederlandse Waddeneilanden. Dit kwam doordat Nederlandse toeristen die zelf niet woonachtig zijn op de eilanden, aldaar hun stem uitbrachten. Zo kwam het ertoe dat op Schiermonnikoog een opkomstpercentage was van 123,2%.
|                   | 2006       | 2006      | 2010       | 2010  |
| # stemmen         | %          | # stemmen | %          |       |
| ----------------- | ---------- | --------- | ---------- | ----- |
| Kiesgerechtigden  | 12.264.503 |           | 12.524.152 |       |
| Niet opgekomen    | 2.409.505  | 19,65     | 3.081.175  | 24,60 |
| Opkomst           | 9.854.998  | 80,35     | 9.442.977  | 75,40 |
| Ongeldige stemmen | 16.315     | 0,17      | 18.147     | 0,19  |
| Blanco stemmen    | 16.315     | 0,17      | 8.829      | 0,09  |
| Geldige stemmen   | 9.838.683  | 99,83     | 9.416.001  | 99,71 |
| Kiesdeler         | 65.592     | 0,67      | 62.773     | 0,67  |

## Verkiezingsuitslag
Dit is de officiële verkiezingsuitslag, zoals op een openbare zitting gepresenteerd door de Kiesraad op 15 juni 2010.
Opvallend aan de uitslag was dat nog nooit eerder de grootste partij zo klein was. CDA, PvdA en VVD, in de jaren vijftig nog goed voor 93% van de zetels, behaalden in 2010 slechts 54% van de stemmen. Bovendien waren er zes partijen in minstens één gemeente de grootste geworden, in tegenstelling tot de verkiezingen van 2006, toen er maar 4 partijen waren die ergens in het land de grootste werden. In 2006 waren dit het CDA, de PvdA, de VVD en de SP, en in 2010 kwamen hier de SGP en de PVV bij. Hoewel de SGP opnieuw 2 zetels heeft gehaald, hebben ze vooral in de Bijbelgordel gewonnen. De PvdA is vooral de grootste partij geworden in het noorden van het land, terwijl de PVV het juist goed deed in Zeeland en Limburg.
| Partij                | Partij                                 | 2006      | 2006  | 2006   | 2010      | 2010  | 2010   | verschil | verschil |
| Partij                | Partij                                 | # stemmen | %     | zetels | # stemmen | %     | zetels | %-punt   | zetels   |
| --------------------- | -------------------------------------- | --------- | ----- | ------ | --------- | ----- | ------ | -------- | -------- |
|                       | VVD                                    | 1.443.312 | 14,67 | 22     | 1.929.575 | 20,49 | 31     | +5,82    | +9       |
|                       | Partij van de Arbeid (P.v.d.A.)        | 2.085.077 | 21,19 | 33     | 1.848.805 | 19,63 | 30     | -1,56    | -3       |
|                       | PVV (Partij voor de Vrijheid)          | 579.490   | 5,89  | 9      | 1.454.493 | 15,45 | 24     | +9,56    | +15      |
|                       | Christen Democratisch Appèl (CDA)      | 2.608.573 | 26,51 | 41     | 1.281.886 | 13,61 | 21     | -12,90   | -20      |
|                       | SP (Socialistische Partij)             | 1.630.803 | 16,58 | 25     | 924.696   | 9,82  | 15     | -6,75    | -10      |
|                       | Democraten 66 (D66)                    | 193.232   | 1,96  | 3      | 654.167   | 6,95  | 10     | +4,98    | +7       |
|                       | GROENLINKS                             | 453.054   | 4,60  | 7      | 628.096   | 6,67  | 10     | +2,25    | +3       |
|                       | ChristenUnie                           | 390.969   | 3,97  | 6      | 305.094   | 3,24  | 5      | -0,73    | -1       |
|                       | Staatkundig Gereformeerde Partij (SGP) | 153.266   | 1,56  | 2      | 163.581   | 1,74  | 2      | +0,18    | 0        |
|                       | Partij voor de Dieren                  | 179.988   | 1,83  | 2      | 122.317   | 1,30  | 2      | -0,53    | 0        |
|                       | TROTS OP NEDERLAND LIJST RITA VERDONK  | -         | -     | -      | 52.937    | 0,56  | 0      | +0,56    | 0        |
|                       | Partij voor Mens en Spirit (MenS)      | -         | -     | -      | 26.196    | 0,28  | 0      | +0,28    | 0        |
|                       | Piratenpartij                          | -         | -     | -      | 10.471    | 0,11  | 0      | +0,11    | 0        |
|                       | blanco lijst (Lijst 17)                | -         | -     | -      | 7.456     | 0,08  | 0      | +0,08    | 0        |
|                       | Partij één                             | -         | -     | -      | 2.042     | 0,02  | 0      | +0,02    | 0        |
|                       | Nieuw Nederland                        | -         | -     | -      | 2.010     | 0,02  | 0      | +0,02    | 0        |
|                       | Heel NL                                | -         | -     | -      | 1.255     | 0,01  | 0      | +0,01    | 0        |
|                       | blanco lijst (EPN)                     | -         | -     | -      | 924       | 0,01  | 0      | +0,01    | 0        |
| overige partijen 2006 | overige partijen 2006                  | 120.919   | 1,28  | 0      | -         | -     | -      | -1,28    | 0        |
| Totaal                | Totaal                                 | 9.838.683 | 100   | 150    | 9.416.001 | 100   | 150    | 0        | 0        |

### Gekozen leden

#### Voorkeurstemmen
Om met voorkeurstemmen te worden gekozen, dienden kandidaten meer dan een kwart van de kiesdeler te halen, oftewel ten minste 15.694 stemmen. 32 kandidaten voldeden aan deze eis. Voor Rita Verdonk (Trots op Nederland) en Lea Manders (Partij voor Mens en Spirit) gold echter dat de lijst waarvoor ze kandidaat waren geen zetels had verkregen.
De volgende personen zouden op basis van hun plek op de lijst niet verkozen zijn, maar kwamen op basis van voorkeurstemmen in de Tweede Kamer:
- Sabine Uitslag (CDA) (plek 31, 15.933 stemmen) ten koste van Hanke Bruins Slot.[m]
- Pia Dijkstra (D66) (plek 13, 15.705 stemmen) ten koste van Marty Smits

#### Gekozen vrouwen
Er zijn 62 vrouwen tot Tweede Kamerlid gekozen (zeven meer dan vorige keer) en daarmee vormen deze Tweede Kamerverkiezingen een record. Wel lag in de oude Kamer het aantal vrouwelijke Kamerleden op het eind twee hoger maar dat had te maken met tussentijdse wisselingen.
| Partij                | Vrouwen | Mannen | Totaal | % Vrouwen |
| --------------------- | ------- | ------ | ------ | --------- |
| VVD                   | 13      | 18     | 31     | 42%       |
| PvdA                  | 15      | 15     | 30     | 50%       |
| PVV                   | 4       | 20     | 24     | 17%       |
| CDA                   | 10      | 11     | 21     | 48%       |
| SP                    | 5       | 10     | 15     | 33%       |
| D66                   | 5       | 5      | 10     | 50%       |
| GroenLinks            | 6       | 4      | 10     | 60%       |
| ChristenUnie          | 2       | 3      | 5      | 40%       |
| SGP                   | 0       | 2      | 2      | 0%        |
| Partij voor de Dieren | 2       | 0      | 2      | 100%      |
| Totaal                | 62      | 88     | 150    | 41%       |

#### Leeftijd
De leeftijdsopbouw van de Kamerleden is als volgt:

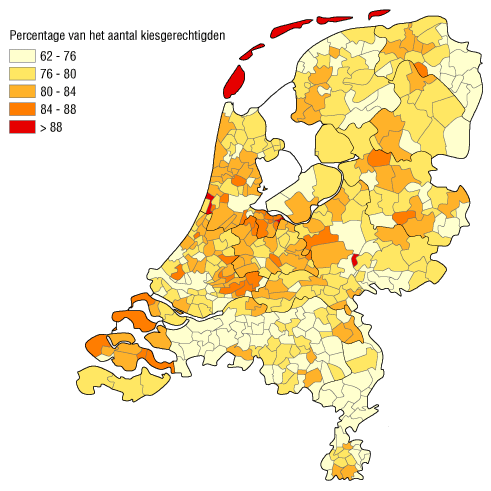
Opkomstpercentage per gemeente

|           | leeftijd    | politicus      | partij | foto |
| --------- | ----------- | -------------- | ------ | ---- |
| gemiddeld | 45 jr. (-2) |                |        |      |
| jongste   | 22 jr.      | Farshad Bashir | SP     |      |
| oudste    | 65 jr.      | Jan de Wit     | SP     |      |

### Uitslagen per gemeente
Gemeenten in de provincie: Drenthe · Flevoland · Friesland · Gelderland · Groningen · Limburg · Noord-Brabant · Noord-Holland · Overijssel · Utrecht · Zeeland · Zuid-Holland · briefstemmen

## Kabinetsformatie
De nieuwe Tweede Kamer werd op 17 juni 2010 geïnstalleerd. De leiders van de politieke partijen wensten in meerderheid geen debat over de uitslag. Ze lieten hierdoor de regie over de kabinetsformatie bij het staatshoofd. Op 14 oktober 2010 was de formatie ten einde en werd het kabinet-Rutte I beëdigd.
| \| 2 \| 15 \| 8 \| 30 \| 10 \| 5 \| 21 \| 31 \| 24 \| 2 \| \| \| SP \| GL \| PvdA \| D66 \| CU \| 52 \\| Kabinet-Rutte I \\| CDA + VVD \\| 125/753 d \| 52 \\| Kabinet-Rutte I \\| CDA + VVD \\| 125/753 d \| PVV \\| Gedoger \| \| |    |    |      |     |    |                                                 |                                                 |                |   |
| 2 | 15 | 8  | 30   | 10  | 5  | 21                                              | 31                                              | 24             | 2 |
| | SP | GL | PvdA | D66 | CU | 52 \| Kabinet-Rutte I \| CDA + VVD \| 125/753 d | 52 \| Kabinet-Rutte I \| CDA + VVD \| 125/753 d | PVV \| Gedoger |   |

*1848 · *1850 · **1852 · *1853 · **1854 · **1856 · **1858 · **1860 · **1862 · **1864 · **1866 (I) · *1866 (II) · *1868 · **1869 · **1871 · **1873 · **1875 · **1877 · **1879 · **1881 · **1883 · *1884 · *1886 · *1887 · *1888 · 1891 · *1894 · 1897 · 1901 · 1905 · 1909 · 1913 · *1917 · *1918 · 1922 · 1925 · 1929 · *1933 · 1937 · *1946 · *1948 · 1952 · 1956 · *1959 · 1963 · *1967 · 1971 · *1972 · 1977 · 1981 · *1982 · 1986 · *1989 · 1994 · 1998 · 2002 · *2003 · *2006 · *2010 · *2012 · 2017 · 2021 · *2023
* Algemene verkiezingen in verband met (vervroegde) ontbinding van de Tweede Kamer
** Periodieke verkiezingen in verband met het einde van de zittingstermijn van de helft van de Tweede Kamerleden